# Абриль, Виктория
Викто́рия Абри́ль (англ. Victoria Abril, настоящее имя Викто́рия Ме́рида Ро́хас (исп. Victoria Mérida Rojas); род. 4 июля 1959, Мадрид) — испанская актриса. Сыграла более чем в 80 фильмах. Известна исполнением ролей в картинах Висенте Аранды и Педро Альмодовара.

## Биография
Виктория Абриль родилась 4 июля 1959 года в Мадриде. С 8 лет занималась балетом. В 15 лет стала ведущей развлекательных шоу на испанском телевидении. Начала сниматься с середины 1970-х годов. Первым фильмом была картина «Наваждение» (1976).
В 1977 году Абриль сыграла роль трансгендерной женщины в фильме режиссёра Висенте Аранды «Смена пола». Впоследствии она снялась в 11 его фильмах, в том числе отмеченных международными наградами «Луте» (1987), «Никто не будет говорить о нас, когда мы умрём» (1995) — призы кинофестиваля в Сан-Себастьяне, «Любовники» (1990) — премия «Серебряный медведь» Берлинского кинофестиваля.
В 1982 году переехала во Францию. Дважды была номинирована на премию «Сезар» за роли в фильме Жана-Жака Бенекса «Луна в сточной канаве», где играла Настасья Кински, и «Привязанность». Абриль играла в скандальном фильме режиссёра Нагисы Осимы «Макс, любовь моя» (1986), где героиня влюблена в шимпанзе. С середины 1980-х годов Абриль часто снималась у испанских режиссёров — «Велосипеды на лето» (1983) Хайме Чаварри, «Самая прекрасная ночь» (1984) Мануэля Гутьерреса Арагона, «Колдовской час» (1985) Хайме де Арминьяна.
В 1990 году Абриль исполнила главную роль в фильме Педро Альмодовара «Свяжи меня!», где играла порноактрису и наркоманку. Фильм принёс ей номинацию на премию «Гойя». Позднее она сыграла у Альмодовара в фильмах «Высокие каблуки» (1991) и «Кика» (1993).
Помимо работы в кино Абриль играет в телесериалах и на сцене. Большинство фильмов с её участием сняты в Европе, хотя в 1994 году Абриль сыграла с Кристианом Слейтером в американском «Джимми-Голливуд» режиссёра Барри Левинсона.

## Избранная фильмография
- 1976 — Наваждение / Obsession
- 1977 — Смена пола / Cambio de sexo
- 1980 — Девушка в золотых трусиках / La muchacha de las bragas de oro
- 1983 — Луна в сточной канаве / La lune dans le caniveau — Белла
- 1983 — Я вышла замуж за тень / J’ai epouse une ombre
- 1984 — Привязанность / L’Addition
- 1985 — Час ведьм / La hora bruja — Сага
- 1986 — Макс, любовь моя / Max mon amour — Мария
- 1987 — Закон желания / La ley del deseo
- 1988 — Батон-Руж / Bâton rouge
- 1988 — Удовольствие убивать / El placer de matar
- 1990 — Свяжи меня! / ¡Átame!
- 1990 — Любовники / Amantes — Луиза
- 1991 — Высокие каблуки / Tacones lejanos — Ребекка
- 1993 — Кика / Kika — Андреа
- 1994 — Джимми-Голливуд / Jimmy Hollywood
- 1995 — Проклятый газон / Gazon Maudit
- 1995 — Никто не расскажет о нас, когда мы умрём / Nadie hablará de nosotras cuando hayamos muerto
- 1998 — Жена космонавта / La Femme du cosmonaute
- 1999 — Между ног / Entre las piernas
- 2000 — 101 Рейкьявик / 101 Reykjavík — Лола
- 2001 — Южные моря / Mari del sud
- 2001 — Нет вестей от Бога / Sin noticias de Dios
- 2004 — Седьмой день / El séptimo día
- 2006 — Византийская принцесса/Tirant lo Blanc — Мирная вдова
- 2006 — Летний дождь / El camino de los ingleses — Карфагенский Шлем
- 2008 — Сёстры по крови / Solo quiero caminar — Глория
- 2008 — Чёрт возьми! / Mince alors
- 2008 — Женщина, смахнувшая свои слёзы / The woman who brushed off her tears
- 2008 — Исмаил / Ismael